# Jamie Green
Jamie Green (Leicester, 1982. június 14.) brit autóversenyző, a DTM-ben versenyez a gyári Audi pilótája ként.

## Eredményei

### Teljes Brit Formula–3-as eredménylistája
(Táblázat értelmezése)

(Félkövér: pole-pozícióból indult; dőlt: leggyorsabb kört futott) 

| Év   | Csapat | 1         | 2       | 3       | 4     | 5        | 6     | 7        | 8     | 9        | 10      | 11      | 12       | 13      | 14      | 15      | 16      | 17      | 18      | 19      | 20      | 21      | 22      | 23       | 24      | Helyezés | Pont |
| ---- | ------ | --------- | ------- | ------- | ----- | -------- | ----- | -------- | ----- | -------- | ------- | ------- | -------- | ------- | ------- | ------- | ------- | ------- | ------- | ------- | ------- | ------- | ------- | -------- | ------- | -------- | ---- |
| 2003 | Carlin | DON 1 Kiz | DON 2 1 | SNE 1 5 | SNE 2 | CRO 1 Ki | CRO 2 | KNO 1 Ki | KNO 2 | SIL 1 11 | SIL 2 4 | CAS 1 7 | CAS 2 10 | OUL 1 4 | OUL 2 3 | ROC 1 7 | ROC 2 1 | THR 1 3 | THR 2 1 | SPA 1 2 | SPA 2 3 | DON 1 7 | DON 2 4 | BRH 1 Ki | BRH 2 3 | 2.       | 237  |

### Teljes Formula–3 Euroseries eredménysorozata
(Táblázat értelmezése)

(Félkövér: pole-pozícióból indult; dőlt: leggyorsabb kört futott) 

| Év   | Csapat        | Motor    | 1       | 2     | 3       | 4     | 5        | 6       | 7     | 8       | 9       | 10      | 11    | 12      | 13      | 14      | 15        | 16       | 17       | 18       | 19       | 20       | Helyezés | Pont |
| ---- | ------------- | -------- | ------- | ----- | ------- | ----- | -------- | ------- | ----- | ------- | ------- | ------- | ----- | ------- | ------- | ------- | --------- | -------- | -------- | -------- | -------- | -------- | -------- | ---- |
| 2003 | ASM F3        | Mercedes | HOC 1   | HOC 2 | ADR 1   | ADR 2 | PAU 1 Ki | PAU 2 3 | NOR 1 | NOR 2   | LMS 1   | LMS 2   | NÜR 1 | NÜR 2   | A1R 1   | A1R 2   |           |          |          |          |          |          | 20.      | 8    |
| 2003 | Kolles        | Mercedes |         |       |         |       |          |         |       |         |         |         |       |         |         |         | ZAN 1 Ki  | ZAN 2 19 | HOC 1 15 | HOC 2 Ki | MAG 1 10 | MAG 2 10 | 20.      | 8    |
| 2004 | ASM Formule 3 | Mercedes | HOC 1 4 | HOC 2 | EST 1 2 | EST 2 | ADR 1    | ADR 1 8 | PAU 1 | PAU 2 3 | NOR 1 6 | NOR 1 2 | MAG 1 | MAG 2 9 | NÜR 1 2 | NÜR 2 1 | ZAN 1 Kiz | ZAN 2 1  | BRN 1    | BRN 2 1  | HOC 1 10 | HOC 2    | 1.       | 139  |

### Teljes DTM eredménylistája
(Táblázat értelmezése)

(Félkövér: pole-pozícióból indult; dőlt: leggyorsabb kört futott) 

| Év   | Csapat                  | 1        | 2        | 3        | 4        | 5         | 6        | 7        | 8         | 9        | 10       | 11        | 12        | 13       | 14       | 15       | 16       | 17       | 18       | 19       | 20       | Helyezés | Pont |
| ---- | ----------------------- | -------- | -------- | -------- | -------- | --------- | -------- | -------- | --------- | -------- | -------- | --------- | --------- | -------- | -------- | -------- | -------- | -------- | -------- | -------- | -------- | -------- | ---- |
| 2005 | Persson Motorsport      | HOC 6    | LAU Ki   | SPA 19†  | BRN 5    | OSC 3     | NOR Ki   | NÜR 8    | ZAN 7     | LAU Ki   | IST 4    | HOC 2     |           |          |          |          |          |          |          |          |          | 6.       | 29   |
| 2006 | HWA Team                | HOC Ki   | LAU 4    | OSC 3    | BRH 2    | NOR Ki    | NÜR 9    | ZAN 8    | CAT Ki    | BUG 6    | HOC 2    |           |           |          |          |          |          |          |          |          |          | 5.       | 31   |
| 2007 | HWA Team                | HOC 6    | OSC 11   | LAU 6    | BRH 6    | NOR 6     | MUG Ki   | ZAN 11   | NÜR 5     | CAT 1    | HOC 1    |           |           |          |          |          |          |          |          |          |          | 4.       | 34,5 |
| 2008 | HWA Team                | HOC 6    | OSC 5    | MUG 1    | LAU 5    | NOR 1     | ZAN 6    | NÜR 3    | BRH 4     | CAT 8    | BUG 10   | HOC 3     |           |          |          |          |          |          |          |          |          | 4.       | 52   |
| 2009 | Persson Motorsport      | HOC 8    | LAU 6    | NOR 1    | ZAN 9    | OSC 9     | NÜR 5    | BRH 12   | CAT 14    | DIJ 4    | HOC 5    |           |           |          |          |          |          |          |          |          |          | 7.       | 27   |
| 2010 | Persson Motorsport      | HOC 3    | VAL 9    | LAU 3    | NOR 1    | NÜR 5     | ZAN 10   | BRH 10   | OSC 7     | HOC 8    | ADR 12   | SHA 6     |           |          |          |          |          |          |          |          |          | 6.       | 32   |
| 2011 | HWA Team                | HOC 7    | ZAN 4    | SPL 6    | LAU 6    | NOR 2     | NÜR 6    | BRH 8    | OSC 11    | VAL 10   | HOC 1    |           |           |          |          |          |          |          |          |          |          | 5.       | 35   |
| 2012 | HWA Team                | HOC 2    | LAU 4    | BRH 8    | SPL 5    | NOR 1     | NÜR 4    | ZAN 4    | OSC 3     | VAL 10   | HOC 4    |           |           |          |          |          |          |          |          |          |          | 3.       | 121  |
| 2013 | Abt Sportsline          | HOC 14   | BRH 15   | SPL 18   | LAU 5    | NOR 19†   | MSC 6    | NÜR 9    | OSC 3     | ZAN 13   | HOC 12   |           |           |          |          |          |          |          |          |          |          | 11.      | 35   |
| 2014 | Audi Sport Team Rosberg | HOC Ki   | OSC 18†  | HUN 7    | NOR 2    | MSC Ki    | SPL 8    | NÜR 15   | LAU 17†   | ZAN 14   | HOC 3    |           |           |          |          |          |          |          |          |          |          | 10.      | 43   |
| 2015 | Audi Sport Team Rosberg | HOC 1    | HOC 2 13 | LAU 1    | LAU 2 1  | NOR 1 7   | NOR 2 18 | ZAN 1 19 | ZAN 2 13  | SPL 1 Ki | SPL 2 17 | MSC 1 4   | MSC 2 5   | OSC 1 Ki | OSC 2 8  | NÜR 1 Ki | NÜR 2 17 | HOC 1 2  | HOC 2 1  |          |          | 2.       | 150  |
| 2016 | Audi Sport Team Rosberg | HOC 1 15 | HOC 2 Ki | SPL 1 14 | SPL 2 3  | LAU 1 2   | LAU 2 4  | NOR 1 2  | NOR 2 17† | ZAN 1 5  | ZAN 2 1  | MSC 1 7   | MSC 2 22  | NÜR 1 3  | NÜR 2 16 | HUN 1 2  | HUN 2 Ki | HOC 1 8  | HOC 2 8  |          |          | 3.       | 145  |
| 2017 | Audi Sport Team Rosberg | HOC 1 18 | HOC 2 1  | LAU 1 10 | LAU 2 1  | HUN 1 Kiz | HUN 2 5  | NOR 1 7  | NOR 2 8   | MSC 1 9  | MSC 2 5  | ZAN 1 5   | ZAN 2 9   | NÜR 1 6  | NÜR 2 7  | SPL 1 2  | SPL 2 14 | HOC 1    | HOC 2 5  |          |          | 3.       | 173  |
| 2018 | Audi Sport Team Rosberg | HOC 1 19 | HOC 2 17 | LAU 1 Ki | LAU 2 6  | HUN 1 9   | HUN 2 13 | NOR 1 11 | NOR 2 15  | ZAN 1 10 | ZAN 2 14 | BRH 1 11  | BRH 2 15  | MIS 1 Ki | MIS 2 8  | NÜR 1 14 | NÜR 2 15 | SPL 1 5  | SPL 2 12 | HOC 1 13 | HOC 2 16 | 18.      | 27   |
| 2019 | Audi Sport Team Rosberg | HOC 1 12 | HOC 2 9  | ZOL 1 6  | ZOL 2 3  | MIS 1     | MIS 2    | NOR 1 11 | NOR 2     | ASS 1 7  | ASS 2 9  | BRH 1 11  | BRH 2 15  | LAU 1 10 | LAU 2 4  | NÜR 1 6  | NÜR 2 1  | HOC 1 12 | HOC 2 5  |          |          | 8.       | 116  |
| 2020 | Audi Sport Team Rosberg | SPA 1 2  | SPA 2 4  | LAU 1 8  | LAU 2 Ki | LAU 1 10  | LAU 2 4  | ASS 1 Hn | ASS 2 12  | NÜR 1 13 | NÜR 2 7  | NÜR 1 14† | NÜR 2 15† | ZOL 1 Ki | ZOL 2 15 | ZOL 1 8  | ZOL 2 5  | HOC 1 3  | HOC 2 3  |          |          | 8.       | 98   |

* A szezon jelenleg is zajlik.
† A versenyt nem fejezte be, de helyezését értékelték, mert a versenytáv több, mint 75%-át teljesítette.

### Teljes Blancpain GT Európa eredménylistája
(Táblázat értelmezése)

(Félkövér: pole-pozícióból indult; dőlt: leggyorsabb kört futott) 

| Év   | Csapat                     | Osztály | 1         | 2         | 3      | 4      | 5      | 6      | 7        | 8       | 9        | 10       | Helyezés | Pont |
| ---- | -------------------------- | ------- | --------- | --------- | ------ | ------ | ------ | ------ | -------- | ------- | -------- | -------- | -------- | ---- |
| 2017 | Belgian Audi Club Team WRT | Pro     | MIS QR 12 | MIS CR 24 | BRH QR | BRH CR | ZOL QR | ZOL CR | HUN QR   | HUN CR  | NÜR QR   | NÜR CR   | HN       | 0    |
| 2019 | Phoenix Racing             | Pro     | BRH 1     | BRH 2     | MIS 1  | MIS 2  | ZAN 1  | ZAN 2  | NÜR 1 17 | NÜR 2 9 | HUN 1 14 | HUN 2 11 | 23.      | 1    |